# Следуй за мной тихо
«Следуй за мной тихо» (англ. Follow Me Quietly) — фильм нуар режиссёра Ричарда Флейшера, вышедший на экраны в 1949 году.
Фильм поставлен по сценарию Энтони Манна, написанному в период его работы на студии РКО, и рассказывает об охоте детектива полиции (Уильям Ландигэн) на серийного убийцу и маньяка по прозвищу Судья, который душит своих жертв в дождливые дни.
Фильм относится к субжанру нуаров с маньяками и серийными убийцами наряду с такими картинами, как «Соблазнённый» (1947), «Две миссис Кэрролл» (1947), «Снайпер» (1952), «Осторожней, моя милая» (1952), «М» (1951), «Попутчик» (1953) и «Пока город спит» (1956). Фильм выполнен в полудокументальном стиле, близком таким нуаровым детективам, как «Агенты казначейства» (1947), «Обнажённый город» (1948), «Улица без названия» (1948), «Он бродил по ночам» (1948) и «Ограбление инкассаторской машины» (1950).

## Сюжет
Однажды дождливым вечером репортёр журнала «Криминал. Четыре звезды» Энн Горман (Дороти Патрик), разыскивая детектива, лейтенанта полиции Гарри Гранта (Уильям Ландигэн) заходит в бар, где встречает его коллегу, остроумного сержанта Арта Коллинза (Джефф Кори). Вскоре появляется и Грант, который, узнав, что Энн собирается писать о серийном убийце по прозвищу Судья, категорически отказывается предоставить ей какую-либо информацию по делу. Вскоре следует вызов на очередное убийство, и Грант, зная, что Судья убивает только в дождь, срочно выезжает вместе с Коллинзом на место преступления. Поймав такси, Энн едет вслед за ними. На этот раз жертвой стал редактор одной из местных газет Макгилл (Фрэнк Фергюсон). Тяжело раненый редактор подзывает к себе Гранта и рассказывает, что некто проник в его кабинет и пытался задушить его прямо на рабочем месте. Макгилл стал защищаться, началась драка, в результате которой нападавший вытолкнул редактора в окно, тот упал с высоты нескольких этажей и разбился. После этих слов Макгилл теряет сознание и умирает, так и не дав описания внешности убийцы. Однако Грант не сомневается, что убийцей был Судья.
С момента первого убийства Судьи прошло уже шесть месяцев, за это время он совершил семь убийств, каждый раз оставляя на месте преступления какие-либо улики. Грант собрал воедино все эти разрозненные сведения, тщательно проанализировал их, и уже знает многое о росте, весе, фигуре, цвете волос, манере одеваться, типе характера и привычках Судьи, но не имеет главного — портрета или даже приблизительного описания лица преступника и не может установить его личность. Таким преступником может быть с виду совершенно обычный человек. Гранту приходит идея создать на основе имеющихся данных куклу Судьи в натуральную величину, в которой бы были учтены все известные следствию детали о преступнике. С помощью экспертов и специалистов появляется такая кукла, одетая в синий костюм того фасона, который был на Судье во время преступлений. Однако лица у куклы нет, оно затянуто бинтом. С разрешения своего шефа, инспектора Малвэни (Чарльз Д. Браун) Грант делает фотографии куклы в полный рост в профиль, со спины, а также в сидячем положении и рассылает их во все полицейские подразделения города, полагая, что такие картинки могут дать больше, чем простое словесное описание. Тем временем Энн, которая не оставляет настойчивых попыток написать статью, поздно вечером проникает в квартиру Гранта, где ожидает его возвращения в работы. Вернувшись домой, Грант сначала отказывается с ней сотрудничать, но затем, услышав историю о том, что ей надо кормить двух племянников-близнецов, смягчается. Приняв во время разговора душ и, уже ложась в постель, Грант соглашается подписать Энн согласие на то, что она может писать статью об этом деле, однако при условии, что все её материалы перед публикацией она предоставит ему на утверждение, а причитающийся ему гонорар пойдёт в фонд поддержки сотрудников полиции. Энн забирает подписанное разрешение и уходит. Вскоре в ресторане Энн показывает Гранту статью о том, что полиция для поимки Судьи изготовила по имеющимся приметам его куклу. Закрытый служебный материал о кукле Энн получила в полиции, используя согласие Гранта. Кроме того, она сообщает, что уже передала статью в печать. Всё это приводит Гранта в ярость, он требует немедленно остановить публикацию статьи, так как она выдаст преступнику все планы полиции, и одновременно заявляет, что прекращает всякое сотрудничество с Энн. Вскоре полиция задерживает подозреваемого, очевидно, психически ненормального человека, который утверждает, что он и есть Судья. Он называет несколько подробностей убийств, которые узнал из газет, однако на вопрос Гранта, как он душил своих жертв, показывает неверно. Грант понимает, что перед ним просто самозванец и отправляет его к психиатру. Очередным дождливым вечером Грант чувствует, что сегодня может совершиться очередное преступление, однако он не знает, как его предотвратить. В отчаянии Грант заходит в тёмную комнату, где усажена в кресло кукла Судьи и высказывает свои сомнения относительно перспектив этого дела. Когда Гарри выходит из кабинета, чтобы сделать несколько кругов по городу в надежде задержать преступника, выясняется, что в кресле на месте куклы сидел сам Судья.
Во время одной из остановок в машину Гранта заскакивает Энн, которая весь вечер следовала за ним на такси. Она просит простить её и в доказательство того, что в дальнейшем не будет мешать следствию, а только помогать ему, рвёт подписанное Грантом согласие. Вскоре поступает сигнал об очередном убийстве. Мужчина средних лет по фамилии Овербек (Пол Гилфойл) рассказывает, что пришёл домой, где застал свою жену задушенной прямо в квартире. При обыске квартиры полиция натыкается на очередную улику — журнал «Криминал. Четыре звезды» годичной давности. Грант не знает, что делать дальше, однако Энн подсказывает ему, что судя по времени издания, исходным данным и состоянию журнала его скорее всего приобрели в магазине подержанных книг. Полиция мгновенно начинает прочёсывать все такие магазины, и, в конце концов, в одном из магазинов находит владельца, который вспоминает, что не так давно один мужчина, внешне схожий с фотографией куклы, покупал такой журнал. Однако он не знает его имени и не запомнил внешность. Предположив, что маньяк может жить где-то поблизости от книжного магазина, полиция прочёсывает все лавки, магазинчики и кафе в ближайшей округе. Наконец, барменша в одном из кафе как будто вспоминает похожего человека. Её срочно везут в участок и показывают ей куклу, специально посаженную за чтением журнала, как она могла видеть преступника, и она вспоминает его имя — Чарли Рой, и даже приблизительно называет адрес, где он живёт.
Грант и Коллинз находят дом, где живёт Рой, и с помощью привратника проникают в его квартиру. Там они находят специальную запертую кладовку, где Рой хранит «сувениры» с мест преступлений. Детективы решают устроить в квартире Роя засаду. Некоторое время спустя Рой приближается к дому. Он уже собирается открыть входную дверь, однако что-то его настораживает, возможно, пустынность и тишина вокруг. Он разворачивается и убегает вдоль по улице, детективы бросаются в погоню за преступником. Рой пытается скрыться на крыше нефтеперегонного завода. Грант даёт оказание Коллинзу организовать окружение завода, а сам продолжает упорно преследовать маньяка. В определённый момент Рою удаётся выбить пистолет из рук Гранта и завладеть им. Однако детектива это не останавливает, и он продолжает преследование. Рой начинает отстреливаться, и в этот момент подъехавшие полицейские открывают по нему ответный огонь, пробивая несколько труб с водой. Когда у Роя заканчиваются пули, Грант подходит к обмякшему преступнику и приковывает его к себе наручниками. Они спокойно спускаются вниз по узкой лестнице, однако когда Рой видит потоки воды, которые хлещут из простреленной трубы, им овладевает какая-то неведомая сила, и он начинает карабкаться вверх по лестнице, увлекая за собой Гранта. Детектив пытается сопротивляться, однако Рой бьёт его ногой сверху вниз по голове и рукам и в итоге Грант сваливается с лестницы, едва ухватившись за край и удерживаясь с помощью связывающих их наручников. Однако, извернувшись, детектив наносит Рою несколько ударов, в результате чего наручники разрываются, а Рой падает вниз с огромной высоты. Некоторое время спустя Коллинз заходит в кафе, где видит, как Грант и Энн тихо воркуют за столиком как парочка влюблённых.

## В ролях
- Уильям Ландигэн — лейтенант полиции Гарри Грант
- Дороти Патрик — Энн Горман
- Джефф Кори — сержант полиции Арт Коллинс
- Нестор Пайва — Бенни
- Чарльз Д. Браун — инспектор полиции Малвэни
- Пол Гилфойл — Овербек
- Эдвин Мас — Чарли Рой, он же Судья
- Фрэнк Фергюсон — Дж. С. Макгилл
- Марло Дуайер — официантка
- Дуглас Спенсер — лже-Судья
- Роберт Эмметт Кин — коронер (в титрах не указан)

## История создания фильма
В первые годы своей многолетней творческой карьеры, начавшейся на студии РКО, режиссёр Энтони Манн поставил такие визуально великолепные лаконичные нуаровые триллеры, как «Отчаянный» (1947), «Подставили!» (1947), «Агенты казначейства» (1947), «Грязная сделка» (1948) и «Переулок» (1950). В середине 1940-х годов, когда он работал на РКО режиссёром фильмов категории В, Манн совместно с Фрэнсис Розенвальд написал сценарий фильма «Следуй за мной тихо». Однако, «не найдя адекватного применения своим талантам там, он вскоре ушёл на „Игл-Лайон“, студию „бедного ряда“, выпускавшую потоком низкобюджетные фильмы, которые демонстрировались как дополнение к основному фильму на сдвоенных кинопоказах». В 1948 году на студии «Игл-Лайон» вышел поставленный Альфредом Веркером фильм нуар «Он бродил по ночам», хотя фактически это была картина Манна, который, как полагают исследователи, поставил лучшие сцены фильма. "Основной акцент в фильме был сделан на повседневной работе криминального расследования, что заинтересовало зрителей и обеспечило ему «большой успех у критики». «Обратив внимание на то, какие отклики получил этот фильм, РКО стала копаться в своих архивах и нашла более раннюю разработку Манном похожей истории», в центре внимания которой вновь была охота полиции на серийного убийцу.
Так как Манна нельзя было пригласить в качестве режиссёра, то эта работа была передана Ричарду Флейшеру, «у которого оказалась уверенная рука при постановке низкобюджетных быстрых триллеров». В начале своей режиссёрской карьеры Ричард Флейшер поставил немало интересных низкобюджетных фильмов нуар, среди них «Телохранитель» (1948), «Попавший в ловушку» (1949), «Лёгкая мишень» (1949), «Ограбление инкассаторской машины» (1950), «Женщина его мечты» (1951) и «Узкая грань» (1952). В дальнейшем у Флейшера будет долгая режиссёрская карьера, «сегодня он более всего известен по фантастическим фильмам „Фантастическое путешествие“ (1966) и „Зелёный сойлент“ (1973), хотя возвращается интерес и к его ранним триллерам, таким как „Следуй за мной тихо“ и „Узкая грань“».
Расходы на создание фильма были для РКО небольшими, так как студия отдала главные роли Уильяму Ландигэну и Дороти Патрик, которые не были звёздами и обычно играли роли второго плана. При этом студия хотела сыграть на том, что, по её мнению, было действительно важно — на создании визуального ряда картины. «Оператор Роберт Де Грасс, номинировавшийся на Оскар за фильм „Оживлённая леди“ (1938), но более сильно проявивший себя работой над классикой хоррора „Похититель тел“ (1945), был поставлен на фильм, чтобы обеспечить продуманные световые эффекты, придавшие фильму дополнительную напряжённость и страх».

## Оценка фильма критикой

### Общая оценка фильма
«Журнал Variety хвалил фильм как „по-настоящему прошибающий пот“. За шестьдесят минут фильм обеспечивает ощущение ужаса и зловещей тёмной стороны большого американского города, предлагая тем временем некоторое неожиданное очарование им». Однако газете «Нью-Йорк таймс» фильм не понравился. Её рецензент посчитал, что «нет ни одной разумной причины, по которой кому-либо следует обращать внимания на этот фильм», так как «этот абсолютно бессмысленный маленький триллер совершенно ясно является ничем иным, как просто удобным способом убить час времени».
Более поздние оценки фильма носили в основном позитивный оттенок. Пол Мэвис из DVD Talk назвал картину «странным, беспокойным детективным фильмом нуар с тревожным подтекстом». Деннис Шварц отметил, что Флейшер, «сделавший этот фильм в начале своей карьеры, чудесно справился с созданием низкобюджетного, плотного 59-минутного триллера категории В». А Брюс Эдер, назвав фильм «одним из самых искусных триллеров РКО конца 1940-х годов», написал, что кроме того, он стал «тем редким случаем коммерческого успеха, который оставил яркий след в бухгалтерских книгах студии в то время, когда она теряла деньги» от огромного количества бездарных фильмов.

### Характеристика фильма
В рецензии «Нью-Йорк таймс» следующим образом преподносится сюжет фильма: «Уильям Ландигэн играет шаблонную роль детектива, которому, кажется, вечно придётся раскрывать личность таинственного убийцы по прозвищу Судья. Когда он, наконец, встречается с этим очевидно непривлекательным джентльменом, он преследует его на нефтеперегонном заводе и уничтожает его. Таков конец Судьи и фильма».
Шварц отмечает, что «фильм сделан по той же схеме, что и „Он бродил по ночам“. В этом фильме нуар про маньяка, как ни странно, нет роковой женщины, а полиция является „хорошими парнями“, которые отправляются вместе со зрителем в путешествие по мрачному и циничному миру преступности послевоенного периода». Далее он пишет: «Флейшер вводит нас в порочный мир нуара, однако только заигрывает с нуаровой атмосферой, вместо этого превращаясь в чисто детективную историю. Фильм сильно снят в полудокументальном стиле, делая акцент на полицейских действиях, а не на психологической разработке образов или на создании напряжённости в отношении личности убийцы».
Положительно оценив картину, Эдер написал: «Работая с отличным актёрским составом и наполненным неожиданными поворотами искусным сценарием, Флейшер формирует странную, необычную атмосферу фильма и обеспечивает такой быстрый ход и с таким налётом страха, что фильм не только незаметно преодолевает некоторые совершенно нелогичные сюжетные моменты, но и несомненно упивается развёрнутым действием». По мнению критика, «лишь романтическая побочная линия с участием Гранта и репортёра Энн Горман смотрится более чем надуманно для в целом странной, маниакальной атмосферы картины. А финал с расплатой на нефтеперегонном заводе Лос-Анджелеса умудряется вторить „Белому калению“ и „Обнажённому городу“, при этом давая саспенсу свой собственный неожиданный поворот».